# Breakout Educativo
El Breakout Educativo es una actividad, relacionada con la gamificación, en la que los estudiantes han de superar retos/tareas para alcanzar un objetivo. Habitualmente es una actividad de equipo en la cual el tiempo suele estar limitado. Constituye una herramienta muy útil para los docentes porque permite elegir la temática de la actividad y adaptarla a cualquier contenido curricular que se desee; haciendo que el proceso de enseñanza-aprendizaje sea más motivador.

## Beneficios
Entre los distintos beneficios del breakout educativo para el proceso de aprendizaje-enseñanza, cabe destacar:
- Recurso adaptable al contenido curricular a trabajar.
- Se fomenta el trabajo en equipo y cooperativo.
- Desarrolla la capacidad de resolver problemas o retos.
- Es divertido y motivador para los estudiantes.
- Permite que el aprendizaje de los estudiantes sea activo.
- Potencia el pensamiento deductivo.

## Herramientas para crear Breakouts
Entre otras herramientas, por su popularidad y uso, podemos mencionar las siguientes:
- Genially[4]
- Breakout Edu[5]
- Google Forms[6]
- Educativa tk[7]
- Flippity[8]